# أيام الصبا (رواية)
أيام الصبا رواية تحكي مشاهد من حياة ريفية هو عمل سيري ذاتي متخيّل من تأليف جون ماكسويل كويتزي، نُشر لأول مرة عام 1997. يركّز الكتاب على سنوات نشأة الكاتب في جنوب أفريقيا، وخاصة الفترة المضطربة التي قضاها في بلدة وورستر، مع استرجاع لذكريات أكثر سعادة من حياته السابقة في منزل كبير بحي روزبانك في كيب تاون.  يُعد هذا العمل الجزء الأول من ثلاثية، تليه روايتا الشباب وزمن الصيف. وقد جُمعت الأجزاء الثلاثة لاحقًا في مجلد واحد بعنوان مشاهد من حياة ريفية.
تُروى القصة بصيغة الغائب، وتتبع النسخة الأصغر سنًّا من كويتزي أثناء نشأته في بلدة وورستر، وهي بلدة ريفية في جنوب أفريقيا، بعد انتقال العائلة من كيب تاون. يعاني البطل الشاب من مشاعر الاغتراب وعدم الانتماء والانزعاج في بيئته الجديدة، حيث يواجه مشقات الحياة الريفية بما في ذلك هجمات الحشرات، ويعبّر عن رغبته العميقة في الحرية والهروب، والتي تتجسّد رمزيًا في أمنيته بامتلاك حصان. لكن والدته تشتري له دراجة هوائية بدلاً من ذلك، لتصبح هذه الدراجة محور توتر داخل العائلة ومصدرًا لإحساسه بالذنب الشخصي.
تستكشف القصة موضوعات الهوية، والذنب، والتواطؤ، والصراعات الداخلية في إطار الولاءات المتضاربة داخل العائلة. يتنقل البطل في بيئة مشحونة بالتوترات العرقية والاجتماعية في ظل نظام الفصل العنصري في جنوب أفريقيا. يتعرض للتنمر من زملائه المتحدثين بالأفريكانية بسبب خلفيته الإنجليزية، ويشهد مظاهر الظلم، مثل جلد صبي أسود يُدعى إيدي بدافع عنصري، وهي حادثة تتركه مثقلاً بشعور دائم بالذنب نتيجة صمته وعدم تدخّله.
تتعمق الرواية أيضًا في الصراعات الداخلية التي يعيشها الفتى فيما يتعلق بالدين والسياسة. إذ يصرّ على أنه كاثوليكي روماني، رغم أن عائلته لا تنتمي إلى أي تيار ديني، وهو ما يزيد من شعوره بالعزلة والانفصال. في الوقت نفسه، يُكنّ إعجابًا سريًا بروسيا، متحديًا بذلك المزاج العام المعادي للشيوعية السائد في تلك الفترة، ما يعكس تمرده الداخلي ورغبته في الانتماء إلى عالم بديل يُخالف ما يحيط به من قيم وأفكار. 

## الشخصيات
- الصبي (جون كوتزي) بطل الرواية، الذي تم تصويره من منظور الشخص الثالث، هو طفل حساس، ذكي، ومنطوي على نفسه، وهو مستوحى من شخصية جون م. كوتزي نفسه. إنه يعاني من مشاعر الاغتراب سواء في المنزل أو في المدرسة. يسعى للحصول على موافقة والدته ويتصارع مع الشعور بالذنب والهوية والمعضلات الأخلاقية طوال القصة.
- الأم امرأة قوية الإرادة وعملية تلعب دورًا محوريًا في حياة ابنها. إنها تتمتع بقدر كبير من الحماية والتصميم، ويتجلى ذلك في جهودها لتعلم ركوب الدراجة على الرغم من السخرية. وهي أيضًا مصدر الراحة والتوتر للصبي، الذي يتوق إلى أن يكون المفضل لديها.
- الأب شخصية بعيدة وساخرة في كثير من الأحيان. يعاني من صعوبات مهنية بعد أن خسر وظيفته في كيب تاون، مما أدى إلى انتقال العائلة إلى ووستر. يميل إلى السخرية من زوجته وابنه، مما يؤدي إلى توتر علاقته بهما.
- مايكل فتى شعبي ورياضي في فرقة الكشافة. ينقذ البطل من الغرق أثناء رحلة تخييم، الأمر الذي يترك انطباعًا دائمًا على الصبي، الذي يعتقد أن هذا الفعل يميزه كشخص "مميز".
- وولف هيلر صاحب عمل الأب في ووستر، الذي جلبه إلى عمله بعد فشله في الخدمة المدنية. ويمثل هيلر أحد الشخصيات اليهودية القليلة في عالم الصبي المحدود.
- إيدي صبي أسود صغير يعلم بطل الرواية كيفية ركوب الدراجة. وفي وقت لاحق، يتعرض إيدي لعقوبة بدنية في حادثة مشحونة عنصريًا، مما يزعج الصبي بشدة ويصبح لحظة تأمل مؤلمة حول الذنب والتواطؤ.
- المعلمون وزملاء الدراسة يظهر العديد من المعلمين وزملاء الدراسة الذين لم يتم ذكر أسمائهم في جميع أنحاء السرد، وهم غالبًا ما يمثلون التسلسلات الهرمية الاجتماعية والعرقية القمعية في ذلك الوقت. ويلجأ المعلمون في كثير من الأحيان إلى العقاب البدني، بينما يتنمر زملاؤه في الفصل على الصبي بسبب خلفيته الناطقة باللغة الإنجليزية واختلافاته الملحوظة.

## أسلوب
يعرض الكتاب شكلًا ملتبسًا من السيرة الذاتية، إذ يتجنب كويتزي تصنيفه صراحةً كعمل روائي أو مذكّرات. فهو يستخدم السرد بضمير الغائب ويتجنب السمات التقليدية المعروفة لهذا النوع الأدبي، مثل ضمير المتكلم أو التتابع الزمني الصريح. تعكس كتابته شكًّا عميقًا في إمكانية تقديم صورة صادقة تمامًا عن الذات، نظرًا لتحريفات الذاكرة وتدخل المصلحة الشخصية.
في الصبا، تُصوّر الذاكرة على أنها انتقائية وعرضة للتخييل، ما يُذيب الحدود بين الحقيقة والاختلاق. وقد اختار كويتزي السرد بضمير الغائب وزمن المضارع، في محاولة لحفظ "صدق" الماضي عبر خلق مسافة بين الراوي البالغ وذات الطفولة. ومع ذلك، فإن التفاصيل الاسترجاعية واللمحات النفسية العميقة تكشف باستمرار عن حضور المؤلف البالغ داخل النص، مما يؤكد أن السرد ليس بريئًا أو محايدًا تمامًا، بل مشبعٌ بوعي لاحق يُعيد تشكيل ما كان. 